# Het dodeneiland (Böcklin)

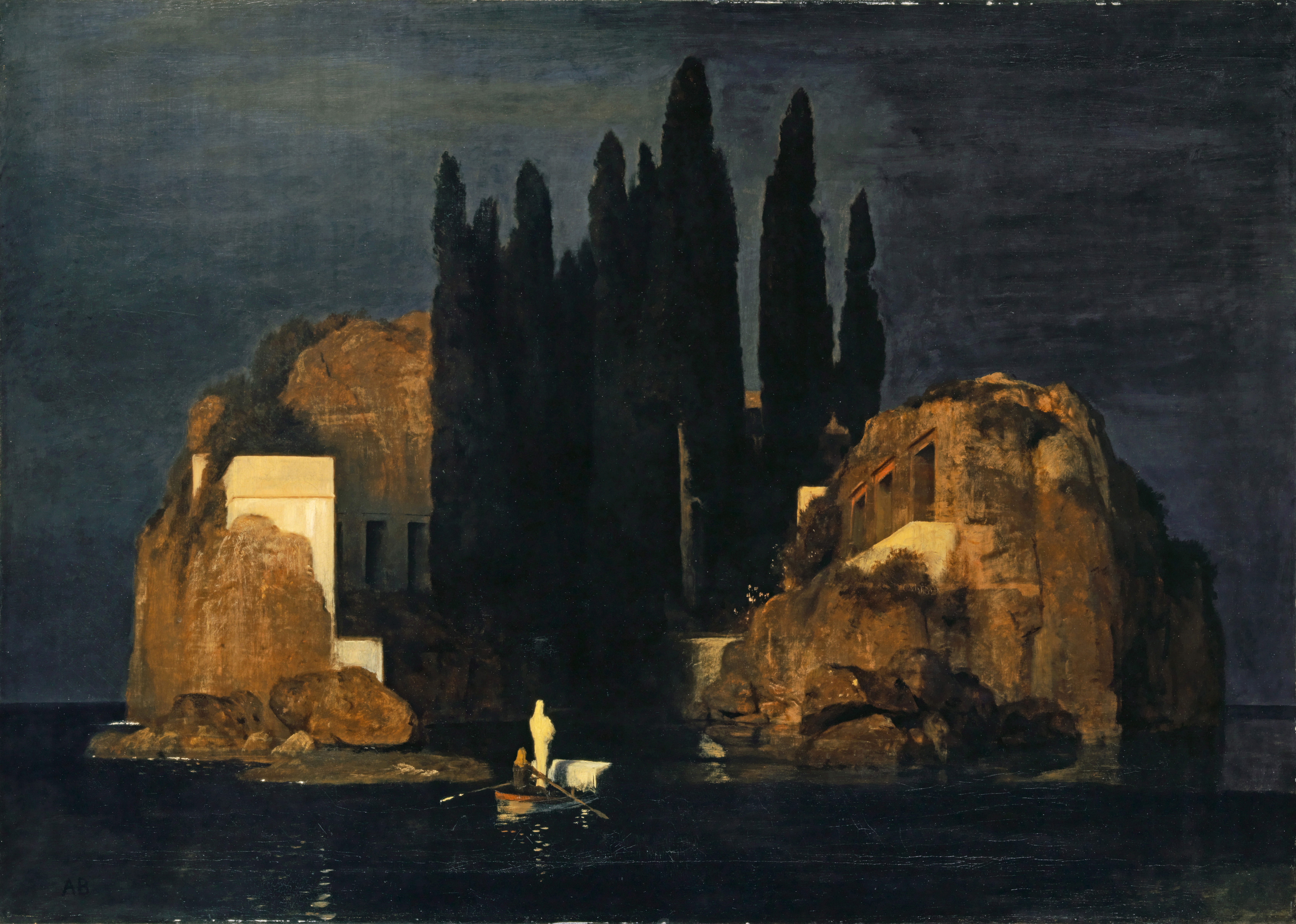
Oerversie, 1880, olieverf op doek, 111 × 115 cm, Kunstmuseum Basel

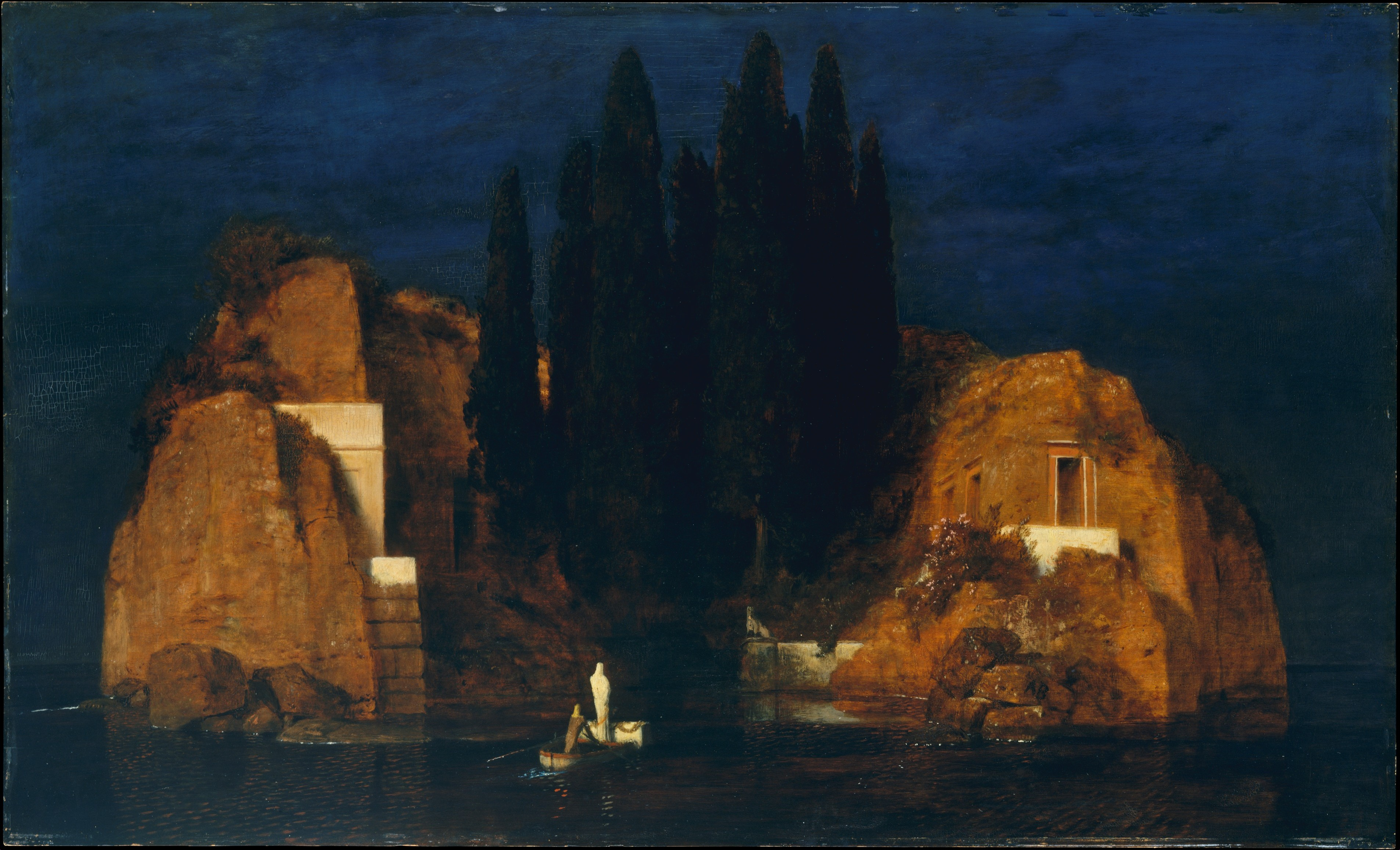
Tweede versie, 1880, olieverf op paneel, 74 × 122 cm, Metropolitan Museum of Art, New York

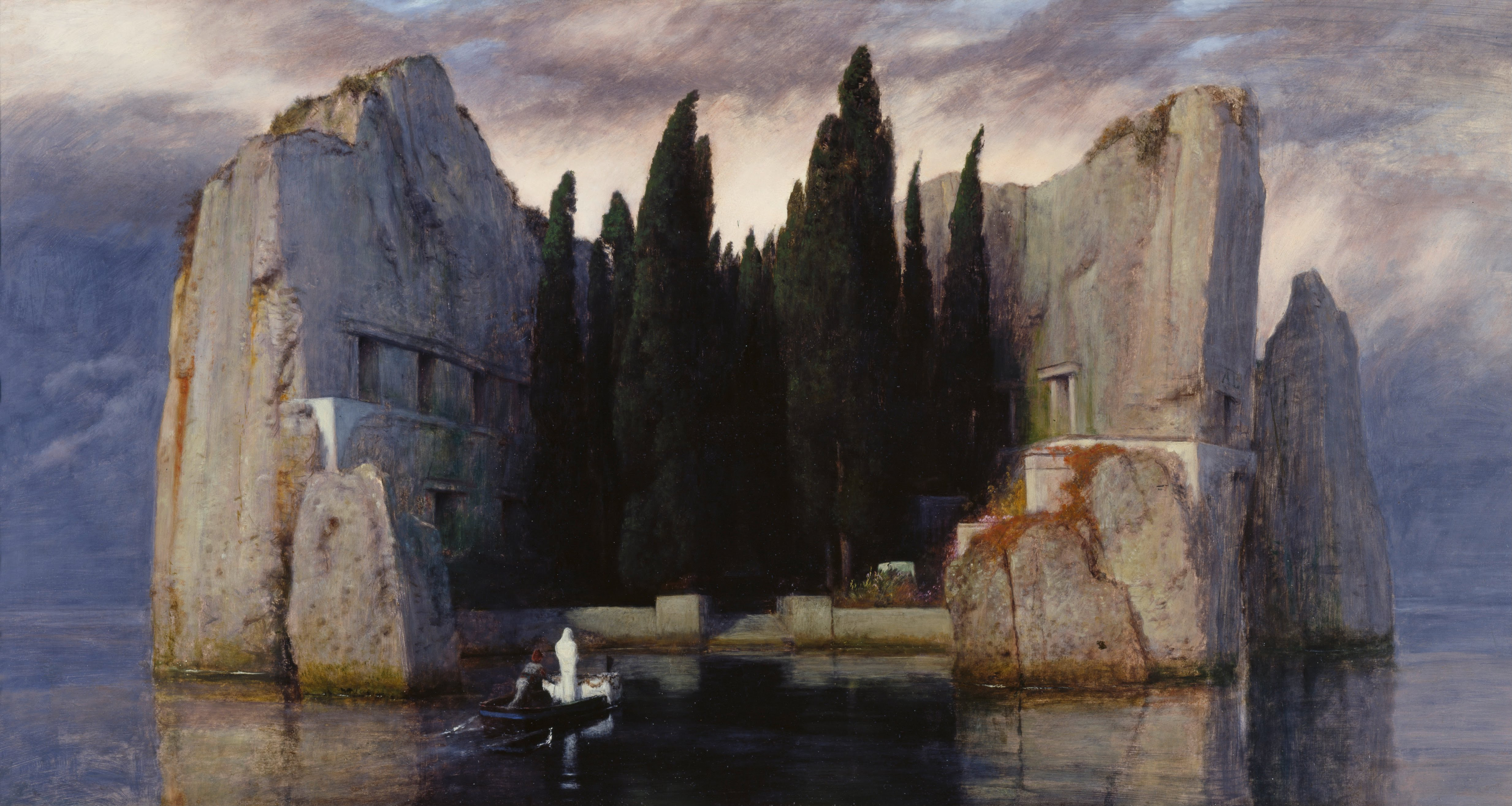
Derde versie, 1883, olieverf op paneel, 80 × 150 cm, Alte Nationalgalerie, Berlijn

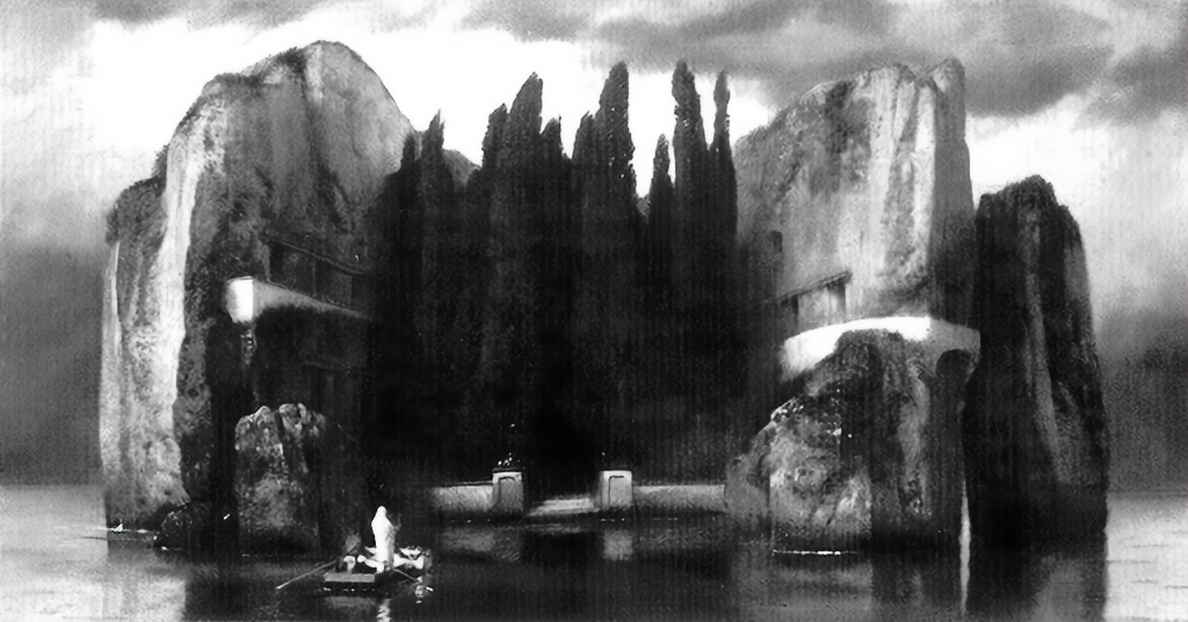
Vierde versie, 1884, olieverf op koper, 81 × 151 cm, verloren gegaan tijdens een bombardement op Berlijn in de Tweede Wereldoorlog

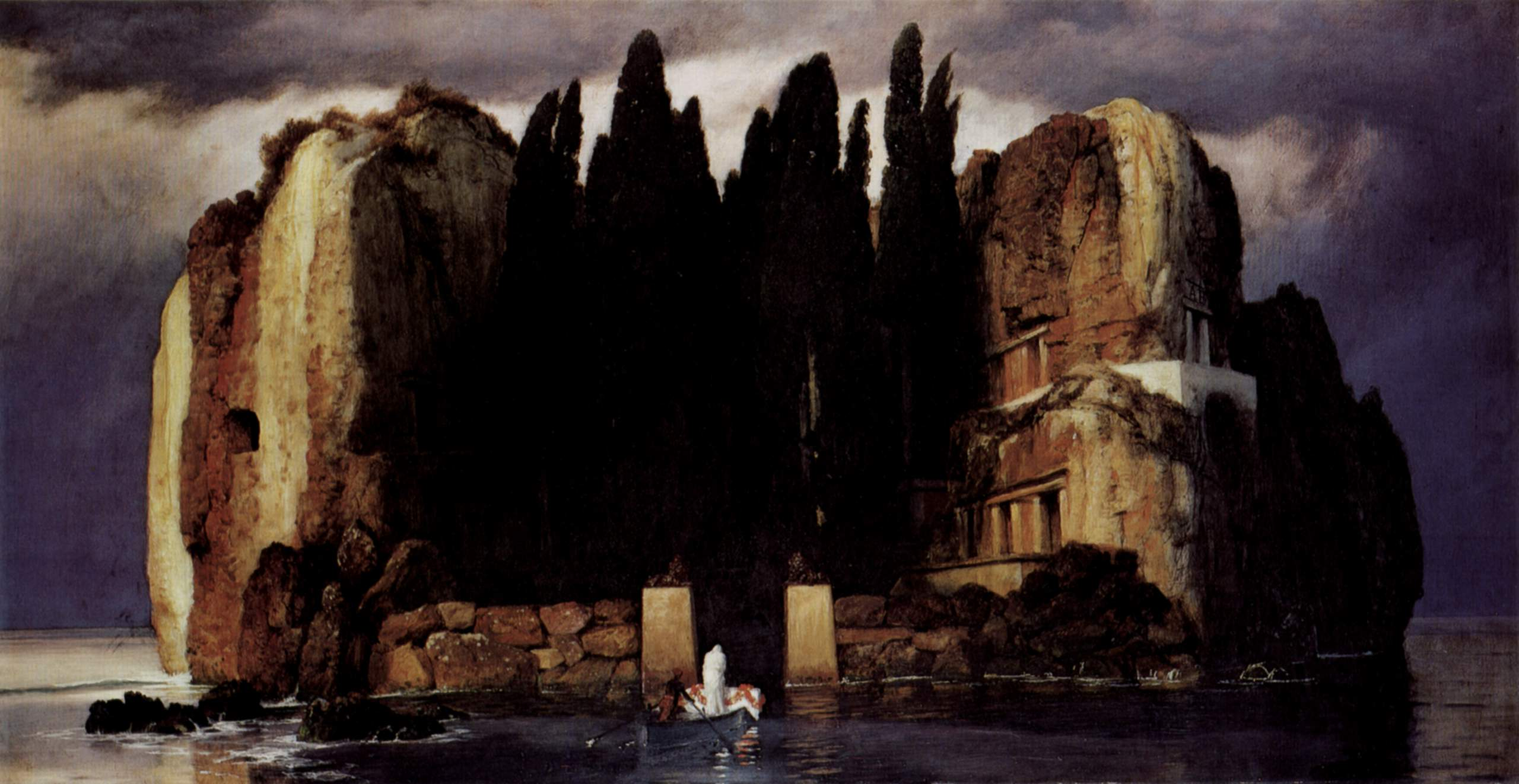
Vijfde versie, 1886, olieverf op paneel, 80 × 150 cm, Museum der bildenden Künste, Leipzig

Het dodeneiland (Duits: Die Toteninsel) is een reeks schilderijen van de Zwitserse kunstschilder Arnold Böcklin (1827–1901). Böcklin maakte tussen 1880 en 1886 vijf versies van het Het dodeneiland. Met name de derde versie was een van de eerste schilderijen waarvan op grote schaal (zwart-wit)reproducties werden gemaakt en geldt nog steeds als een van de populairste schilderijen van het symbolisme. Het werk heeft stevige romantische wortels.

## Beschrijving en thema's
Het dodeneiland is gebaseerd op een oude Italiaanse legende over een overleden persoon die zelf in zijn doodskist stapt. Ook zijn er associaties herkenbaar met de Griekse mythologie. De staande figuur kan geïnterpreteerd worden als een oude priester, het donkere water roept het beeld op van de rivier de Styx waarover de gestorvenen naar het rijk der doden werden geroeid. Op de achtergrond, op het desolate eiland, is een doodskist te onderscheiden. De ramen in de rotsen suggereren het idee van een graftombe. 
Het belangrijkste thema van het schilderij kan worden getypeerd als: de transitie van leven naar de dood. De interpretatie van Böcklin geeft daarbij geen enkele referentie aan fysiek verval, in lijn met het in die tijd heersende taboe: over de dood werd niet gesproken, laat staan over de aftakeling van het lichaam. Er werd een beeld gecreëerd alsof het leven na de dood naadloos doorliep, toentertijd ook gestalte krijgend in monumentale grafmonumenten voor de rijkeren. Ook Böcklins werk past in dat denken.

#### De zucht naar het zuiden
Het centrum van de compositie wordt gedomineerd door hoge cipressen, zoals die in de late negentiende eeuw te zien waren op vrijwel alle kerkhoven van Zuid-Europa. Inspiratie heeft Böcklin waarschijnlijk opgedaan op het Engelse kerkhof te Florence, waar ook zijn dochtertje begraven lag. Mogelijk stond ook het Böcklin bekende Griekse eiland Pontikonisi bij Korfoe model voor de compositie, sommigen houden het op Ponza in de Tyrreense Zee.
De populariteit van het schilderij aan het einde van de negentiende eeuw wordt nadrukkelijk toegeschreven aan het mediterrane karakter ervan. Aan het einde van de negentiende eeuw paste het bij uitstek bij de 'zucht naar het zuiden', zoals die met name in Duitsland merkbaar was. De aanleg van een internationaal spoorwegennet maakte voor het eerst verre reizen mogelijk. Steeds meer mensen uit de Duitse bovenklasse trokken naar Zuid-Europa, ter vermaak of om de kunst en ruïnes van de klassieke oudheid te bewonderen, voor het eerst ook vrouwen. In een tijd waarin de fotografie nog in haar kinderschoenen stond, waren schilderwerken die herinnerden aan de cultuur en natuur van het zuiden erg populair.

#### Verlangen naar de natuur
Behalve de zucht naar het zuiden wordt de populariteit van Het dodeneiland ook wel verklaard door een terugverlangen naar de natuur in een tijd die sterk gekenmerkt werd door urbanisatie. Met name de vrouwen uit de Duitse bovenklasse woonden vaak in stedelijke woningen met donkere hoge kamers, in een omgeving waar strenge sociale regels heersten. Uitstapjes naar buiten, de natuur in, behoorden vaak tot de weinige mogelijkheden tot 'ontsnappen'. Kunst die inspeelde op een hang naar de natuur kan in hetzelfde licht worden geplaatst, dat geldt ook voor Het dodeneiland.

## Versies
Böcklin schilderde de eerste versie van Het dodeneiland in Florence in opdracht van de mecenas Günther Alexander, maar zou het werk uiteindelijk niet afstaan. Nog tijdens het schilderen van deze eerste versie werd Böcklin bezocht door de aristocrate Maria Berna, die op vakantie was in Italië en hem opdroeg voor haar een mediterraan schilderij te maken 'waarbij ze kon wegdromen na haar thuiskomst'. Toen zij hem bezig zag aan de oerversie van Het dodeneiland was ze direct onder de indruk en vervolgens werd afgesproken dat Böcklin voor haar een tweede versie zou schilderen, wat hij nog in datzelfde jaar deed. Op verzoek van Berna, wier echtgenoot eerder was overleden, veranderde hij de roeier nadrukkelijker in een vrouwenfiguur. 
De derde versie werd in 1883 geschilderd voor kunsthandelaar Fritz Gurlitt. Gurlitt was ook degene die het schilderij vervolgens zijn naam gaf: Het dodeneiland. Böcklin zou deze naam later overigens ook zelf in zijn correspondentie gebruiken. 
Versie vier schilderde Böcklin vooral om financiële redenen en werd uiteindelijk verworven door entrepreneur en kunstverzamelaar Heinrich Thyssen. Thyssen hing het in zijn Berlijnse bank, waar het uiteindelijk tijdens bombardementen in de Tweede Wereldoorlog werd verwoest. Er bestaan enkel nog zwart-witreproducties van. 
De laatste versie werd geschilderd in opdracht van het Museum der bildenden Künste te Leipzig in 1886.

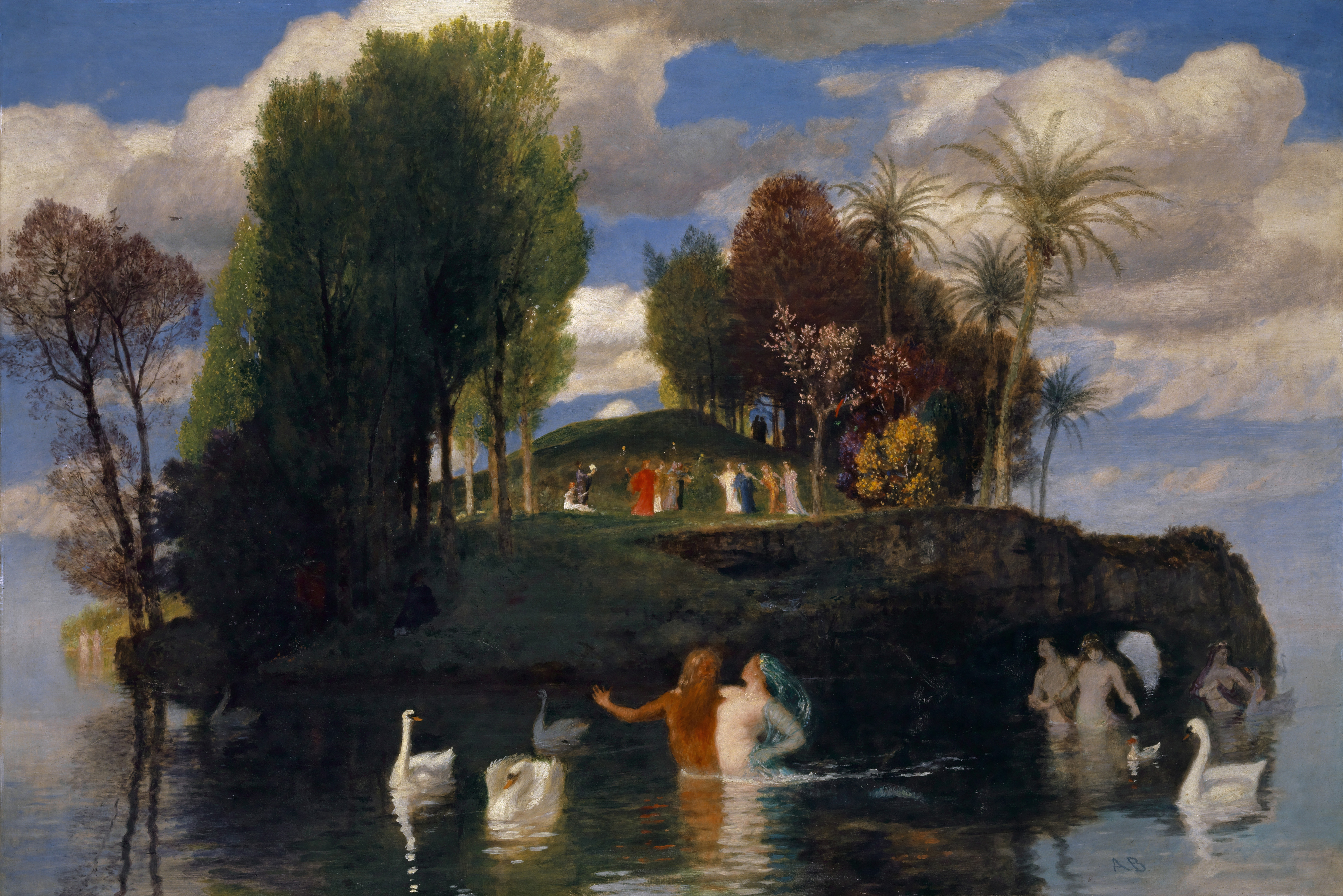
Het levenseiland, 1888

In 1888 schilderde Böcklin nog Het levenseiland, als een soort van tegenhanger van Het dodeneiland, maar dit werk zou aanzienlijk minder aanspreken en is artistiek ook van een duidelijk minder niveau.

## Waardering en invloed
Het dodeneiland maakte direct nadat Böcklin zijn eerste twee versies had geschilderd veel indruk in kunstkringen en kort daarna ook bij het grote publiek. Het groeide uit tot een der bekendste werken uit zijn tijd en een icoon van het symbolisme, dat aan het einde van de negentiende eeuw sterk opgang deed. Een belangrijk aspect dat bijdroeg aan de populariteit van het werk was het beschikbaar komen van nieuwe printtechnieken, met name de heliogravure, die voor het eerst hoogwaardige zwart-witreproducties op grote schaal mogelijk maakten. Uitgever Brückmann uit München sloot kort na 1880 een contract met Böcklin over de verkoop van grote aantallen prints van Het dodeneiland op groot formaat. Nabokov zei nog in de jaren twintig dat in vrijwel elk Berlijns huis wel een kopie van het werk aan de muur hing.
Ook in de twintigste eeuw zou Het dodeneiland sterk tot de verbeelding blijven spreken en inspireerde het onder andere Salvador Dali tot zijn Het echte schilderij van 'Het dodeneiland' door Arnold Böcklin tijdens het uur van Angelus. Ook heeft het veel invloed gehad op het filmbeeld. Referenties aan Het dodeneiland zijn verder te vinden in werk van August Strindberg, Heinrich Mann (Die Göttinnen oder Die drei Romane der Herzogin von Assy, 1903), Vladimir Nabokov, (Masjenka, 1926), Friedrich Dürrenmatt (Der Richter und sein Henker, 1952), Paul Heyse, Hugo von Hofmannsthal en Roger Zelazny. Ook diverse componisten lieten zich door het werk inspireren, waaronder Max Reger, die het derde van zijn Vier Tondichtungen nach Arnold Böcklin op.128 (1913) Die Toteninsel noemde, en de Zweed Andreas Hallén, die een symfonisch gedicht met dezelfde naam als zijn opus 45 componeerde (1898) Ook Sergej Rachmaninov componeerde een symfonisch gedicht Dodeneiland, opus 29 (1908) naar aanleiding van het zien van een zwart-witreproductie van het schilderij. Later zou hij overigens zeggen dat hij die compositie waarschijnlijk nooit zou hebben gemaakt als hij het schilderij in kleur had gezien.

## Hitler enHet dodeneiland
Böcklin was rond de eeuwwisseling een van de meest populaire schilders in de Duitstalige landen. Een van zijn bewonderaars in die tijd was de jonge Oostenrijkse kunstschilder Adolf Hitler, die later führer van nazi-Duitsland zou worden. Toen Hitler eenmaal in Duitsland de macht had gegrepen verwierf hij elf werken van Böcklin, waaronder de derde versie van Het dodeneiland. De schilderijen waren bedoeld voor zijn Linzer Sammlung, onder te brengen in een soort mammoet-nazimuseum in Linz. Hitler bewaarde voor Het dodeneiland echter steeds een aparte plaats. Aanvankelijk hing hij het werk een tijdlang in zijn privéwoning de Berghof in Obersalzberg. In 1940 liet hij het overbrengen naar de Rijkskanselarij in Berlijn. Er bestaat een foto waarop Hitler met de Russische minister Molotov poseert met Het dodeneiland op de achtergrond. Het werk overleefde de bombardementen op Berlijn in de Tweede Wereldoorlog, in tegenstelling tot de vierde versie die in het nabijgelegen bankgebouw van Heinrich Thyssen hing.